# Arnovo selo
Arnovo selo (Duits: Arnoldsdorf of Arnsdorf) is een plaats in Slovenië en maakt deel uit van de gemeente Brežice in de NUTS-3-regio Spodnjeposavska. De plaats telde 284 inwoners op 1 januari 2020.